# ماژوریان
ماژوریان با نام کامل ژولیوس والریوس ماژوریانوس (به لاتین: Julius Valerius Majorianus) (زادهٔ در حدود ۴۲۰ - درگذشتهٔ ۷ اوت ۴۶۱) امپراتور روم غربی در سدهٔ پنجم میلادی از ۴۵۷ تا ۴۶۱ بود.

## زندگینامه

### سال‌های آغازین
ماژوریان در حدود ۴۲۰ و در یک خانوادهٔ برجستهٔ نظامی زاده شد. پدربزرگ مادری او به عنوان «سرور سربازان» در ارتش تئودوسیوس یکم خدمت کرده و پدرش نیز خزانه‌دار آئتیوس بود. همین موارد به ماژوریان کمک کرد تا وارد ارتش شده و به مقام افسری در لشکر آئتیوس دست یابد. با این حال آئتیوس او را اخراج کرد چون همسرش از ماژوریان خوشش نمی‌آمد. همین موارد به او کمک کرد
با مرگ آئتیوس در ۴۵۴، والنتینیان سوم او را برای خدمت در ارتش فراخواند و ماژوریان را به یکی از مقام‌های بالای ارتشی منصوب کرد. اما والنتینیان هم در ۴۵۵ ترور شد و چون جانشین مشخصی نداشت این احتمال می‌رفت که ماژوریان به عنوان امپراتور جدید انتخاب شود به ویژه که از حمایت مارسیان، امپراتور روم شرقی  و توجه اودوکسیا، بیوهٔ والنتینیان سوم نیز برخوردار بود. اما پترونیوس ماکسیموس با دادن رشوه توانست کنترل کاخ امپراتوری را در دست گرفته، اودوکسیا را با تهدیدش به مرگ وادار به ازدواج با خود نموده و قدرت را به عنوان امپراتور جدید در دست گیرد. با این حال او در همان سال به قتل رسید و پس از او آویتوس بر تخت امپراتوری نشست.
با برکناری و مرگ آویتوس در ۴۵۶، روم غربی به مدت ۶ ماه فاقد امپراتور مستقل بود و مارسیان به عنوان تنها امپراتور روم متحد شناخته شد هرچند این اتحاد تنها در سخن اتفاق افتاده بود و نه در عمل. با این وجود سکه‌هایی به نام مارسیان در روم غربی ضرب شد که او را به عنوان امپراتور جدید بخش غربی معرفی می‌نمود.

### رسیدن به امپراتوری روم غربی
مارسیان در اوایل ۴۵۷ درگذشت و در همان زمان ماژوریان به مقام ارشد «سرور سربازان» ارتقا یافت. ماژوریان دوست ریکیمر بود که از قدرت نظامی بالایی در روم غربی برخوردار بود و احتمالاً با توصیهٔ او ماژوریان به این مقام دست یافته بود. او سپس به‌سرعت برای سرکوب متجاوزان آلامانی وارد عمل شد و توانست آن‌ها را در بلینتزونا (واقع در سوئیس امروزی) شکست دهد.
ماژوریان در ۱ آوریل ۴۵۷ و با حمایت ریکیمر آگوستوس نامیده شد و در دسامبر همان سال قدرت را به عنوان امپراتور روم غربی در دست گرفت. اما این موضوع با مقاومت اهالی گل که پیشتر هموطنشان آویتوس نیز از امپراتوری برکنار و کشته شده بود روبرو گردید. حتی اهالی بورگوندی دست به ایجاد پادگانی نظامی در شهر لوگدونوم (لیون امروزی در فرانسه) زدند که سبب شد ماژوریان با سپاهش وارد گل شده و آنجا را محاصره نماید. از سوی دیگر تئودوریک دوم که دوست آویتوس بود نیز علیه امپراتور جدید سر به شورش برداشت. با این حال ماژوریان توانست با سرکوب این شورش‌ها، قلمرو حکومتیش را بار دیگر تحت کنترل خود درآورد.

### برکناری از قدرت و مرگ
ماژوریان در ۴۵۸ و به امید بازپس‌گیری آفریقا از وندالها دست به تجهیز ناوگان دریایی‌اش زد. او که اینک خیالش از گل راحت شده بود در مه ۴۶۰ همراه با ۳۰۰ کشتی به سمت اسپانیا حرکت کرد. اما ناوگان او پس از رسیدن به خلیج آلیکانته ناگهان مورد شبیخون ناوگان وندال‌ها به فرماندهی گایسریک قرار گرفت و بیشتر کشتی‌هایش به تصرف آن‌ها درآمد. پس ماژوریان به صلحی حقارت‌بار تن داده و راه بازگشت به ایتالیا را در پیش گرفت.
ریکیمر که هنوز قدرت زیادی به عنوان فرماندهٔ نظامی داشت از شنیدن خبر این شکست خشمگین شد و آن را لکهٔ ننگی برای شرافت یک امپراتور دانست. پس تصمیم به برکناری ماژوریان گرفت. بدین ترتیب در دوم اوت ۴۶۱ و هنگامی که ماژوریان در راه بازگشت از اسپانیا به ایتالیا از درتونا عبور می‌کرد با شورشی در آن شهر مواجه شد که به احتمال قوی از سوی ریکیمر سازماندهی شده بود. ماژوریان توسط سربازان دستگیر و مجبور به کناره‌گیری از قدرت شد و ۵ روز بعد نیز درگذشت. علت مرگ او را بیماری عنوان کردند هرچند چنین برمی‌آید که او را به قتل رسانده باشند.